# Myki (Passwortmanager)
Myki war ein Passwortmanager und Authentifikator von Myki Inc. entwickelt. Myki war für iOS und Android verfügbar und als Browsererweiterungen für Chrome, Firefox, Safari und Opera verfügbar.

## Geschichte
Myki Inc wurde im Jahr 2014 von Antoine Vincent Jebara und Priscilla Elora Sharuk gegründet. Myki startete sein Produkt im September 2016 in einer privaten Betaversion. Im Januar 2017 hat Myki 1,2 Millionen USD von BECO Capital (Dubai) Leap Ventures (Beirut) und B & Y Venture Partners (Beirut) aufgenommen.

## Produktübersicht
Der Myki Password Manager und Authenticator ist eine kostenlose mobile Anwendung zum Speichern und Verwalten von Passwörtern, Kreditkarten, Regierungs-IDs und Notizen. Myki ist auf iOS und Android verfügbar und als Browsererweiterungen in Chrome, Firefox verfügbar. Safari und Oper.
Myki For Teams ist ein Offline-Passwort-Manager für Teams. Myki für Managed Service Provider ermöglicht es MSPs, die Kennwörter der verschiedenen von ihnen verwalteten Unternehmen zu verwalten.
Myki wurde vom PC Magazine weltweit als einer der besten Passwortmanager 2018 ausgezeichnet.